# Kurt Gimmi
Kurt Gimmi (* 13. Januar 1936 in Zürich; † 29. März 2003 ebenda) war ein Schweizer Radrennfahrer.

## Sportliche Laufbahn
Kurt Gimmi begann 1953 mit dem Leistungsradsport. 1954 gewann er die schweizerische Juniorenwertung im Straßenrennen. 1955 qualifizierte er sich mit dem Sieg in der Vier-Kantone-Rundfahrt für die damalige schweizerische A-Klasse der Amateure. 1955 bis 1957 wurde er Schweizer Meister im Mannschaftszeitfahren mit seinem Verein RV Höngg, 1957 im Einzelzeitfahren. Ebenfalls 1957 belegte er den dritten Platz der Meisterschaft von Zürich bei den Amateuren und gewann die renommierte Kaistenberg-Rundfahrt. Bei der nationalen Meisterschaft gewann er den Endsprint, wurde aber wegen Behinderung seines Kontrahenten Dubach distanziert. 1958 löste er eine Lizenz als Unabhängiger, um so auch an den Rennen der Berufsfahrer teilnehmen zu können. Als Unabhängiger war er bester Fahrer in der Jahreswertung der Berufsfahrer. Er bestritt seine erste Tour de Suisse und wurde als bester Schweizer 7. der Gesamtwertung.
Von 1958 bis 1964 war Gimmi Unabhängiger und hatte seine Verträge als Berufsfahrer überwiegend in Italien (1960 bis 1964 beim Team Carpano). In seinem ersten Jahr als Berufsfahrer wurde er Dritter der Nordwestschweizer Rundfahrt. 1959 gewann er die Gesamtwertung sowie zwei Etappen der Tour de Romandie. Er wurde als 8. wiederum bester Schweizer Fahrer bei der heimischen Landesrundfahrt. Den Giro d Ìtalia musste er aufgeben.
Insgesamt dreimal startete er bei der Tour de France; 1960 gewann er die elfte Etappe von Pau nach Luchon, nachdem er als Erster den Col de Peyresourde überquert hatte, und belegte Rang 22 in der Gesamtwertung. 1961 und 1964 gab er im Laufe der Rundfahrt auf. Siebenmal ging er bei der Tour de Suisse an den Start: Seine beste Platzierung erreichte er 1960, als er den zweiten Platz in der Gesamtwertung hinter seinem Landsmann Fredy Rüegg belegte.
Zum Ende der Saison 1964 beendete er seine Karriere.

## Berufliches
Kurt Gimmi absolvierte eine Ausbildung zum Möbelschreiner.